# Angström (Mondkrater)

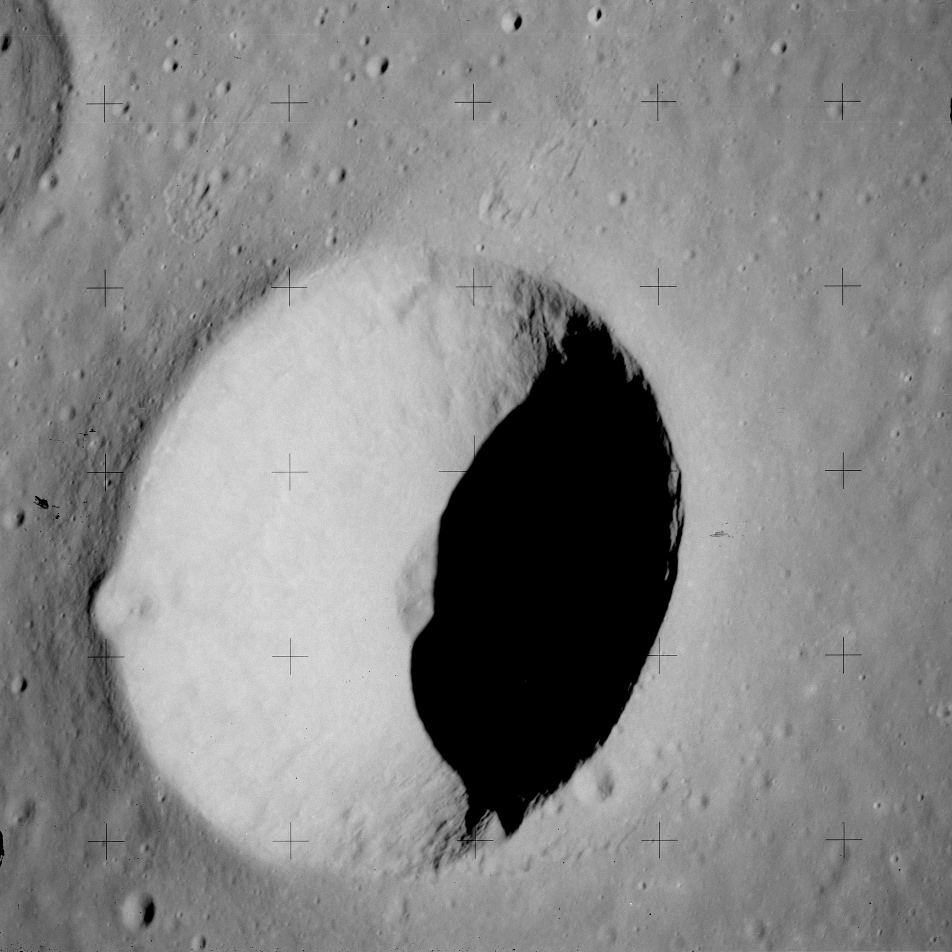
Krater Angström aufgenommen von Apollo 15 (NASA photo)

Angström ist ein kleiner Einschlagkrater auf der nordwestlichen Mondvorderseite in der Ebene des Oceanus Procellarum.
Südlich ragen das Harbinger-Gebirge und die Hügelketten der Rimae Prinz über die Oberfläche des Mondozeans auf. Östlich erheben sich die Höhenzüge des Dorsum Bucher und Dorsum Argand. Im Westen liegt der Krater Krieger.
Der kreisrunde, schüsselförmige Krater weist eine innere Bodenfläche ohne bedeutende Merkmale auf. Der Kraterrand wird von einigen kleinen Einschlägen unterbrochen. Die abfallenden Innenwände besitzen eine höhere Albedo als die umliegenden Maria. 
| Buchstabe | Position           | Durchmesser | Link |
| --------- | ------------------ | ----------- | ---- |
| A         | 30,89° N, 41,16° W | 6 km        |      |
| B         | 31,76° N, 44,19° W | 6 km        |      |

Der Krater wurde 1935 von der IAU nach dem schwedischen Physiker Anders Jonas Ångström benannt. Der offizielle Name ist, abweichend von der üblichen Schreibung des Namensgebers, nicht „Ångström“, sondern „Angström“.